# Okerborstpieper
De okerborstpieper  (Anthus nattereri) is een soort zangvogel uit de familie piepers en kwikstaarten van het geslacht Anthus.

## Verspreiding en leefgebied
Deze soort komt voor in zuidoostelijk Brazilië, zuidoostelijk Paraguay en noordoostelijk Argentinië.